# Anselme de Peellaert
Anselme, comte de Peellaert (Bruges, 23 novembre 1764 - 14 janvier 1817), est un membre de la noblesse belge, qui joua un rôle local lors des révolutions de la fin du XVIIIe siècle, ainsi que sous le consulat et le Premier Empire.

## Biographie

### Famille
Baron Anselme Marie Jean Ghislain de Peellaert, seigneur de Westhove et Ten Poele, était issu d'une famille de qui les premières lettres de noblesse dataient de 1693, dans le chef de son arrière-grand-père, Jean-Charles Peellaert (1662-1727), seigneur de Steenmaere, originaire de Steenkerke.
Son grand-père était Jean Louis de Peellaert, seigneur de Westhove (1694-1752), qui épousa Thérèse de Bie.
Son père, Jean-Nicolas de Peellaert (1734-1792), épousa Thérèse Coppieters (1738-1792), petite-fille de Jean-Baptiste Coppieters et sœur d'Albert Coppieters (nl). Il était seigneur de Steldershove, de Westhove et de ten Poele, chevalier héréditaire du Saint-Empire, et avait obtenu le titre héréditaire de baron en 1785. Il fut conseiller communal de Bruges de 1756 à 1765 et échevin du Franc de Bruges de 1768 à 1788. Au cours de cette dernière année, dans le cadre de changements importants, il ne fut pas reconduit. En 1790, au cours de la révolution brabançonne, il fut écoutète de Bruges et du Franc de Bruges, tandis qu'Anselme devenait échevin du Franc. Au retour des Autrichiens en 1791, tous deux furent mis à l'écart. Leur mécontentement en fut attisé.

### Carrière
Anselme de Peellaert débuta donc dans une fonction officielle en devenant, brièvement il est vrai, échevin du Franc de Bruges. Après avoir été écarté par les Autrichiens, il s'intéressa à la Révolution française et se rendit à plusieurs reprises à Paris. Il devint un partisan décidé des « idées nouvelles » et dès l'arrivée des troupes françaises à Bruges en novembre 1792 il se fit un des principaux dirigeants du Club des jacobins local. Il joua un rôle déterminant dans l'enlèvement et le broyage des statues qui ornaient la façade de l'hôtel de ville, considérées comme des symboles de l'Ancien Régime. Ensuite, durant la dernière période de gouvernement autrichien, mais également lors du retour des Français en juin 1794, il se tint à l'écart des évolutions politiques.
Il apparut comme ayant évolué dans un sens plus conservateur, lorsqu'il fut élu en avril 1797 comme membre d'un conseil communal élu par les notables ayant le droit de vote et qui était de composition nettement conservatrice. En outre, De Peellaert fut nommé commissaire du Directoire auprès de ce conseil. Après quelques mois, en novembre, conseil communal et commissaire furent éjectés, comme étant trop réactionnaires, et remplacés par des jacobins pur-sang.
Sous le Consulat, de Peellaert reprit des activités. En 1799 il fut nommé membre du conseil départemental, organisme qu'il présiderait à partir de 1806. À partir de 1800 il fut également président du Collège électoral pour le département de la Lys.
Il devint commandant et en 1809 colonel de la Garde nationale brugeoise. Lors de la visite de Napoléon et de Marie-Louise en mai 1810, il commandait le garde d'honneur, fut invité à la table de l'empereur et promu officier de la Légion d'honneur. Il ne passa pas inaperçu, ce qui fit que le 15 août 1810 il fut nommé chambellan de l'empereur. Il alla s'installer à Paris avec sa famille et le 27 septembre 1810 il fut promu comte de l'Empire. 

### Femme et enfants
De Peellaert se maria en 1788 avec Isabelle comtesse d'Affaytadi de Ghistelles (Bruges 2 avril 1770 - Saint-Josse-ten-Noode 6 mai 1853), fille du comte Eugène de Ghistelles, grand chambellan héréditaire de Flandre, et de Marie-Jeanne de la Coste. À la suite de cette alliance flatteuse Peellaert adopta souvent le nom de Peellaert-Ghistelles, et ce en particulier au cours des années révolutionnaires, lorsque les titres de noblesse étaient abolis.
Ils eurent quatre enfants :
- Baron Eugène de Peellaert (nl)
- Auguste de Peellaert (nl) (1793-1876)
- Jeanne de Peellaert (1794-1795)
- Hortense de Peellaert (1800-1852) qui épousa Philippe Veranneman de Watervliet, bourgmestre de Bruges.

### La ruine
Les activités à la cour impériale exigeaient un train de vie nettement au-dessus des moyens d'Anselme de Peellaert. Il s'endetta lourdement, comme le faisaient beaucoup de courtisans, de haut en bas (Talleyrand compris), étant confiants que l'empereur leur viendrait en aide afin d'éponger leurs dettes. Mais lorsque Peellaert aurait dû faire appel au souverain, celui-ci était lui-même assailli de problèmes et bientôt disparu.
Retourné à Bruges, de Peellaert fut poursuivi par ses créanciers. A Bruges aussi il avait fait des dettes. Sa demeure, la maison des Sept Tours dans la rue Haute avait été transformée en un palais de style empire. A Saint-André-lez-Bruges la construction était en cours d'un vaste château empire, où Peellaert espérait un jour recevoir l'empereur. En outre il avait fait l'achat de biens nationaux, entre autres de l'ancien couvent des religieuses conceptionistes.
Anselme n'eut plus bien longtemps à se faire des soucis, car à l'âge de 52 ans il passa de vie à trépas. Sa veuve et ses enfants récusèrent la succession déficitaire et quittèrent Bruges.

### Descendants
La mort prématurée et les difficultés financières d'Anselme de Peellaert firent qu'il n'eut ni le temps ni les moyens pour rétablir son état de noble, comme le Royaume des Pays-Bas en offrait la possibilité. Sa veuve et ses enfants n'appartenaient dès lors plus à la noblesse.
Ils parvinrent néanmoins à maintenir leur rang social. La fille épousa le jonkheer Philippe Vreanneman de Watervliet. Auguste de Peellaert trouva sa voie dans la carrière militaire et dans ses activités artistiques. Eugène de Peellaert obtint reconnaissance de noblesse et le titre de baron en 1822, cinq ans après la mort de son père.
Eugène de Peellaert fut suivi par plusieurs générations, mais en 1963 le dernier descendant mâle (Maxime de Peellaert) s'éteignit, tandis que la dernière femme portant le nom (Denise de Peellaert) mourut en 1989. Mais aussi bien les descendants de Peellaert que ceux de la fille, épouse Veranneman de Watervliet, furent à l'origine d'une descendance nombreuse dans la noblesse belge avec des membres des familles suivantes, parmi d'autres: de Maleingreau d'Hembise, Veranneman de Watervliet, Moles le Bailly, Coomans de Brachène, de Pierpont, Otto de Mentock, Ullens de Schooten, Arents de Beerteghem, Joos de ter Beerst, Janssens de Bisthoven, Bonaert, Iweins d'Eeckhoutte, de Kerchove d'Exaerde, van de Walle, van der Dussen de Kestergat, de Romrée de Vichenet, de Viron, Everaerts de Velp, Fallon, van Delft, de Serret, Vergauwen, Piers de Raveschoot, de Negri. Le nombre de descendants, jusqu'à ce jour, est impressionnant.